# Isaac Toast

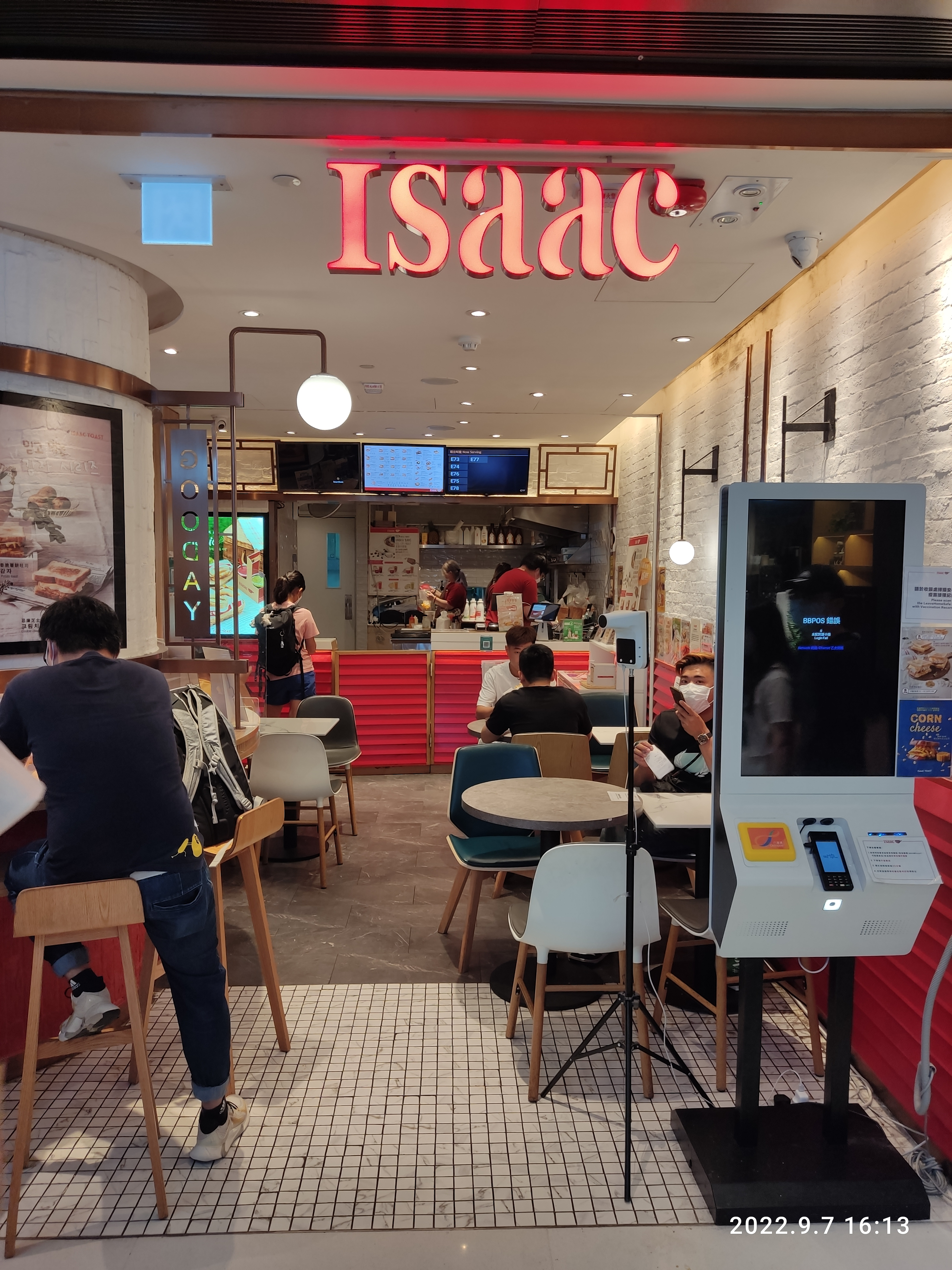
位於香港新城市廣場的分店

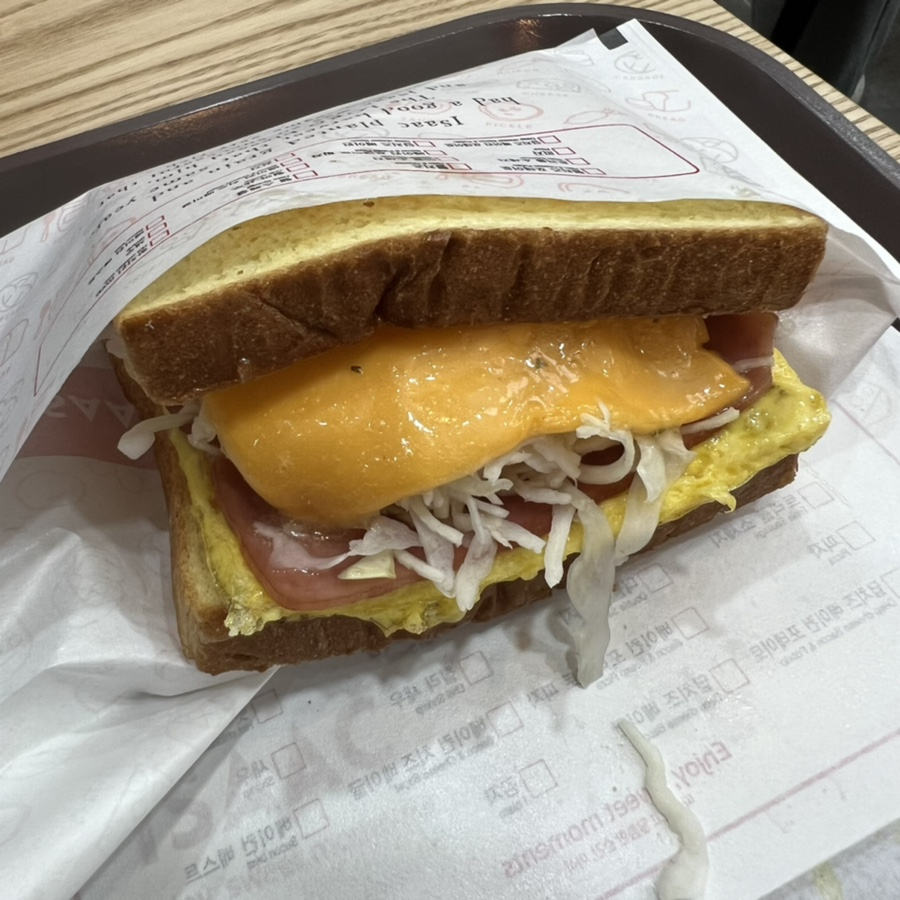
Isaac Toast 的吐司

Isaac Toast（韓語：이삭토스트）是一家來自韓國的吐司（烤三明治）連鎖品牌。截至2016年，該品牌在韓國擁有超過700家門市。此外，Isaac Toast在澳門、台灣、馬來西亞及新加坡等地設立分店。

## 歷史
1995年，金夏京（김하경）創立了「Isaac Toast」。起初是一家僅有約3坪大小的小店。金夏京選擇以吐司為創業項目，主要因其製作簡便且不需使用碗具，降低了創業初期的風險。早期產品的主要組成包括火腿、起司、蔬菜及基本的醬料。然而，隨著市場競爭日益激烈，經營壓力逐漸增加。
2018年，韓國的加盟店數量增至800家，同時打入新加坡與香港市場。

## 外部連結
- 官方网站